# All Visible Objects
All Visible Objects je studiové album amerického hudebníka Mobyho. Vydáno bylo 15. května roku 2020 společnostmi Little Idiot a Mute Records. Vydání alba bylo oznámeno v lednu 2020, kdy byl zveřejněn obal alba a plánované datum vydání, 6. březen 2020. Datum vydání bylo později přesunuto na 15. květen. Moby uvedl, že veškeré příjmy z prodeje alb daruje neziskovým organizacím zaměřeným na lidská a zvířecí práva. Zisk z každé písně dostane jiná organizace, mezi nimiž jsou například Mercy for Animals, Rainforest Action Network, Extinction Rebellion a Animal Equality.
Album obsahuje celkem jedenáct písní, z toho deset autorských. Skladba „My Only Love“ je coververzí od anglické skupiny Roxy Music. První píseň s názvem „Power Is Taken“, v níž hostuje bubeník D. H. Peligro z kapely Dead Kennedys a rapper Boogie, byla zveřejněna 14. ledna 2020. Jako druhá byla 1. května 2020 zveřejněna píseň „Too Much Change“. Albová verze písně dosahuje téměř deseti minut, singlová je zkrácena na tři. V této písni, stejně jako v několika dalších z alba, zpívá Apollo Jane. Dále na desce hostovali Linton Kwesi Johnson a Mindy Jones.

## Seznam skladeb
1. Morningside – 5:31
2. My Only Love – 5:44
3. Refuge – 5:44
4. One Last Time – 5:33
5. Power Is Taken – 5:47
6. Rise Up in Love – 5:47
7. Forever – 5:17
8. Too Much Change – 9:46
9. Separation – 6:41
10. Tecie – 7:32
11. All Visible Objects – 9:17